# Médaille pour la Libération de la Corée
La Médaille de la Libération de la Corée (en coréen : 조선 1945.8.15) (en russe : Медаль « За освобождение Кореи »), alias « Corée 15.8.1945 », est une médaille décernée par la Corée du Nord. 

## Histoire
La médaille a été créée le 15 octobre 1948 par un décret du Présidium de l'Assemblée populaire suprême. Elle a été décernée aux militaires de l'Armée rouge qui ont participé à la guerre soviéto-japonaise, qui a conduit à la libération de la péninsule coréenne de la domination japonaise. En Corée du Nord, la médaille est connue sous le nom de « Chosŏn 1945.8.15 » (en coréen : 조선 1945.8.15), qui correspond à la date du jour de la libération nationale de la Corée.

## Apparence
La médaille est en argent et a un diamètre de 33 mm. Sur l'avers, au centre, sur fond de rayons de soleil, se trouve l'image du monument de la Libération à Pyongyang, qui est entouré d'une couronne de branches de laurier. À l'intersection, on trouve un ruban portant l'inscription « Libération » (en coréen : 해방).
Le revers est lisse, au milieu se trouve une inscription en deux lignes « Corée/1945.8.15. » (en coréen : 조선 1945.8.15). Le ruban est rouge, avec de larges bandes bleues le long des deux bords, séparées du milieu par d'étroites bandes blanches. Le ruban est collé à une chaussure métallique pentagonale avec une épingle horizontale à l'arrière pour l'attacher aux vêtements. 

## Grades

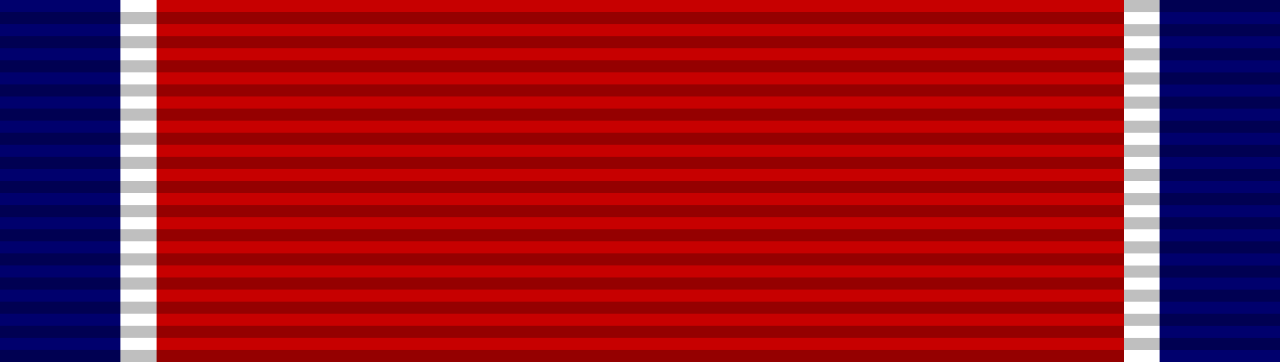
Ruban de la Médaille de la Libération de la Corée

## Récipiendaires
- Rodion Malinovski
- Kirill Meretskov
- Alexandre Vassilievski
- Nikolaï Guerassimovitch Kouznetsov
- Viktor Leonov